# Amioides grossidens
Amioides grossidens è un pesce osseo di acqua salata appartenente alla famiglia Acropomatidae. Vive solitamente in acque oceaniche tropicali in profondità di alcune decine di metri; la sua lunghezza è ridotta (7 cm circa) e possiede 14 vertebre caudali.